# Кијевски погроми (1919)
Кијевски погроми 1919. се односе на серију антијеврејских погрома у разним местима око Кијева које су извеле трупе Беле добровољачке армије. Низ догађаја се односи на следеће округе:
- Сквира, 23. јун 1919: погром у коме је масакрирано 45 Јевреја, многи су тешко рањени, а 35 Јеврејки су силовали устаници.[1]
- Јустинград, август 1919: где је погром прошао кроз насеље са неутврђеним бројем убијених Јевреја и силованих Јеврејки.
- Иванковски округ, 18–20 октобра 1919. У погрому који су извеле козачке и добровољачке трупе, јединице под командом Струка су у тродневном покољу масакрирале 14 Јевреја, 9 је рањено, а 15 јеврејских жена и девојака је силовано.[2]

## Тренутне реакције
Вође Беле армије издале су наређења којом су осуђивали погроме, али она су углавном остала без пажње због широко распрострањеног антисемитизма. Лењин је у марту говорио против погрома, а у јуну су бољшевици доделили нека средства за жртве погрома. Међутим, у бољшевичкој штампи ти догађаји нису били довољно заступљени.
Кијевски погроми 1919. били су први од многих сличних догађаја. У то време било је укупно 1.326 погрома широм Украјине, у којима је масакрирано између 30.000 и 70.000 Јевреја. Погроми су били обележени крајњом суровошћу и бруталношћу. Хиљаде жена је силовано. Стотине штелеха је опљачкано, а јеврејске четврти су остављене у рушевинама. Према неким проценама, у погромима 1918-1921, је укупно пола милиона Јевреја остало без крова над главом.
Од укупно броја злочина, 53,7% су починили Петљуринови украјински националисти, остатак трупе Беле добровољачке армије (17%), бољшевичке Црвене армије (2,3%) или локалне групе. Ове процене укључују смртне случајеве због болести изазваних масакром или гладовања. Новије процене засноване на ново доступним руским подацима процењују да је проценат убијених од стране Беле добровољачке армије много већи, можда чак и до 50 процената."

## Историјска позадина и узроци
Кијевски погроми из 1919. пратило је обиље пљачке, силовања и убистава, углавном усмерених против јеврејских продавница, фабрика, домова и самих Јевреја. Украјина је у то време имала највећу концентрацију Јевреја у Русији а такође је била и поприште најжешћих и најдужих борби између Јевреја и нејевреја.
Кијевски погроми 1919. нису били први такве врсте у Украјини. Други случајеви насиља су се десили и извршени су над Јеврејима у и око Кијева током 1880-их у Кијевском погрому (1881) и у првој деценији 20. века Кијевски погром (1905). На крају, тензија из ових догађаја се никада није спласнула, лежала је мало испод површине и могла се сматрати узроком даљег насиља. Међутим, јеврејски масакри у Украјини 1919. године, који су запалили целу земљу, по својој суштини и обиму не могу се поредити са овим претходним погромима. Кијевски погроми 1919. били су најкрвавији и најнетипичнији погроми у Украјини, који су се одиграли након пада империјалног режима иу условима огорчених сукоба, где је насиље сваке врсте било у основи необуздано. Подстакнут антисемитизмом и пропагандом против Јевреја, масакр Јевреја у Кијеву 1919. био је у суштини метод политичког ратовања. Један од узрока кијевских погрома 1919. биле су економске тешкоће и промене у урбаној средини. Економске потешкоће и политички сукоби повећали су вероватноћу погрома, а то је свакако био случај са Украјином која је била у стању сукоба и транзиције током украјинског рата за независност и након тога када се одвојила од Русије. Стрес проузрокован променама у урбаној средини је такође створио плодно тле за насиље над Јеврејима, стресови као што је имиграција, не само од стране Јевреја из других делова царства, већ и од стране аутсајдера уопште, омогућили су погроме.